# الغضا (القصيم)
قرية الغضا قرية سعودية ومنطقة سياحية، تقع في المملكة العربية السعودية في مدينة عنيزة، تتميز بأشجارها الكبيرة التي تسمى (الغضا) وبكثبانها الرملية. تمت تسمية منتزه الغضا بهذا الاسم نسبة إلى كثرة انتشار أشجار الغضا فيه. تهدف الحكومة السعودية إلى الإهتمام بـ منتزه الغضا وذلك من ضمن رؤية المملكة 2030 التي تسعى إلى تحسين حياة المواطنين.
هذا الإهتمام لم يأتي منذ فترة قريبة وإنما كان الأمر منذ عدة عقود من الإهتمام والعناية هو ما جعل المنتزه إلى الوقت الحالي مازال يحتوي على أشجار الغضا بكثافة عالية.كما أن الإهتمام لم يأتي فقط من قبل الحكومة السعودية ولكن أهالي المنطقة لهم دور كبير في العناية بأشجار المنتزه.
في ديسمبر 2021 دخلت منتزهات الغضا موسوعة غينيس للأرقام القياسية كأكبر حديقة نباتية في العالم لأشجار الغضا.

## الموقع والمساحة
يمكن اعتبارها أيضا واحة كبيرة تقع في وسط صحراء القصيم التي تبلع 73,000 كم مربع.وتبلغ مساحة المنتزه 42585.74 فدان وهو ما يعادل 172,338,379 متر مربع يحتوي على الأشجار الغضا. ويعتبر منتزه الغضا واحد من أهم المواقع في منطقة القصيم وهي تبعد عن منطقة عنيزة تقريبا هو 16 كم كما أن المسافة بينها وبين بريدة تبلغ 50 كم في حين المسافة بينه وبين مدينة الرياض تصل إلى 370 كم تقريبا

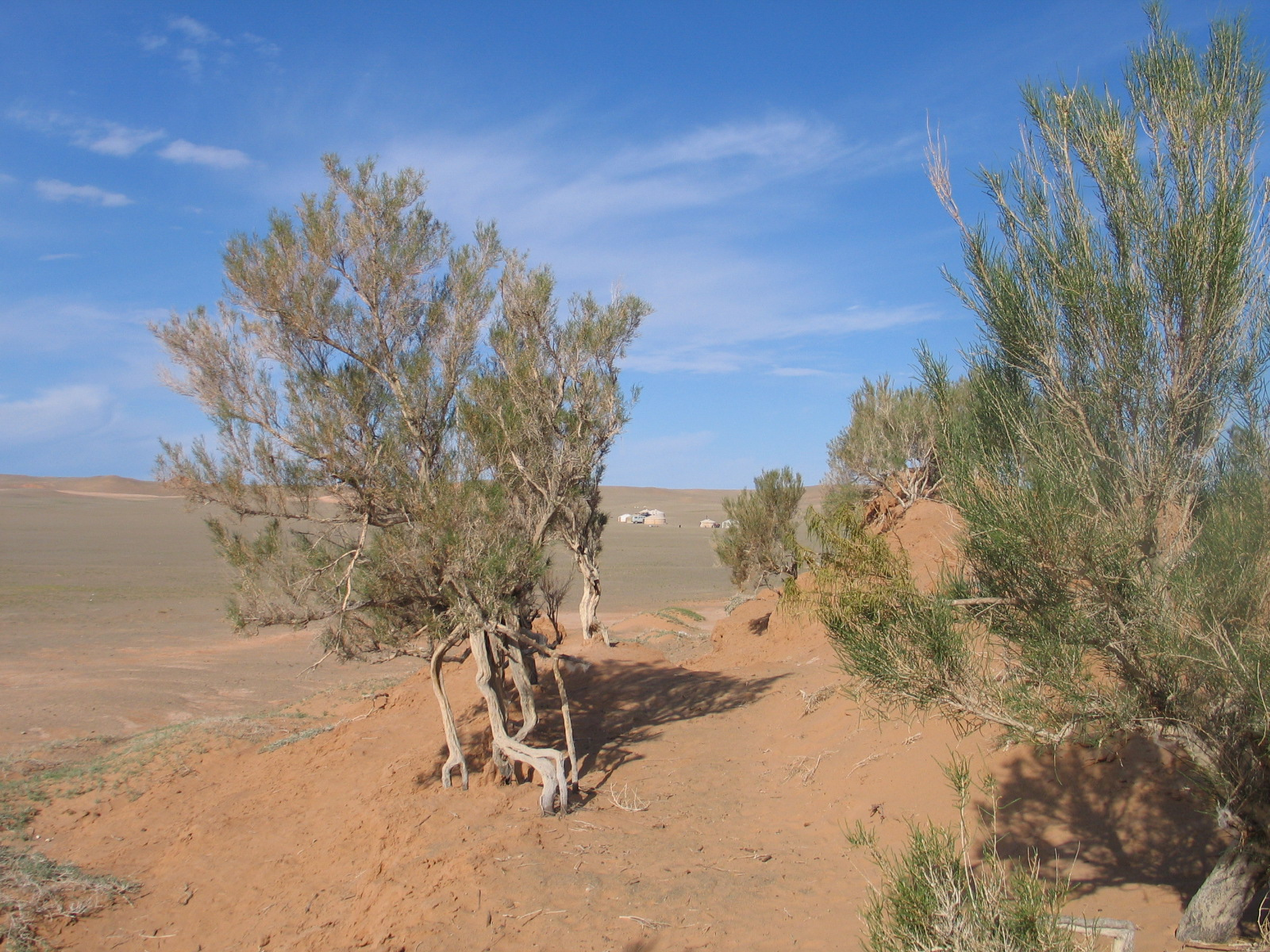
صورة لشجر الغضا

## أشجار الغضا
في بعض الثقافات يطلق عليه الرمث الاسود أو الغضى وهو عبارة عن شجر صحراوي يمكن أن يصل ارتفاعه إلى ثلاثة امتار ذو سيقان اسطوانية كما انها لاتظهر أي رائحة مميزة. غالبا ما ينبت هذا الشجر بشكل كبير خاصة في آخر فصل الصيف في حين أن هذا النوع من الاشجار ينمو في غرب آسيا وفي شمال افريقيا وبالتالي فإن العديد من الدول العربية ينمو بها هذا النوع.

### عمرها
وأكثر ما يميز أشجار الغضا ان عمرها طويل يزيد عن خمسون عام للشجرة الواحدة وفي بعض الأحيان قد يصل إلى سبعين عام وبالتالي فإن منتزه الغضا بعنيزة يضم مجموعة من أقدم الشجيرات.

### إستخداماته
هناك الكثير من الإستخدامات التي تستخلص من شجر الغضا وذلك مثل صناعة الأوراق وصناعة الأثاث وتستخدم حكومات الدول العربية في تشجير الطرق الصحراوية على جانبي الطرق السريعة. وذلك نظرا لأنه قادر على التأقلم مع الظروف البيئية القاسية مثل الرياح القوية والعواصف الترابية وكذلك قدرته على تحمل ارتفاع درجات الحرارة.